# Front national (Afrique du Sud)
Pour les articles homonymes, voir Front national.
Le Front national ou Front Nasionaal (en afrikaans) est un parti politique d'Afrique du Sud formé en décembre 2013 à partir du Federale Vryheidsparty. Prônant la sécession et l'autodétermination des Afrikaners (et tout Sud-Africain d'origine européenne qui s'identifie à cette communauté), le parti est devenu en janvier 2020 le parti d'autodétermination afrikaner. 
Principalement actif dans la province du Gauteng, il y a réalisé ses meilleurs scores lors des élections générales sud-africaines de 2014 (0,03%) et 2019 (0,04%).

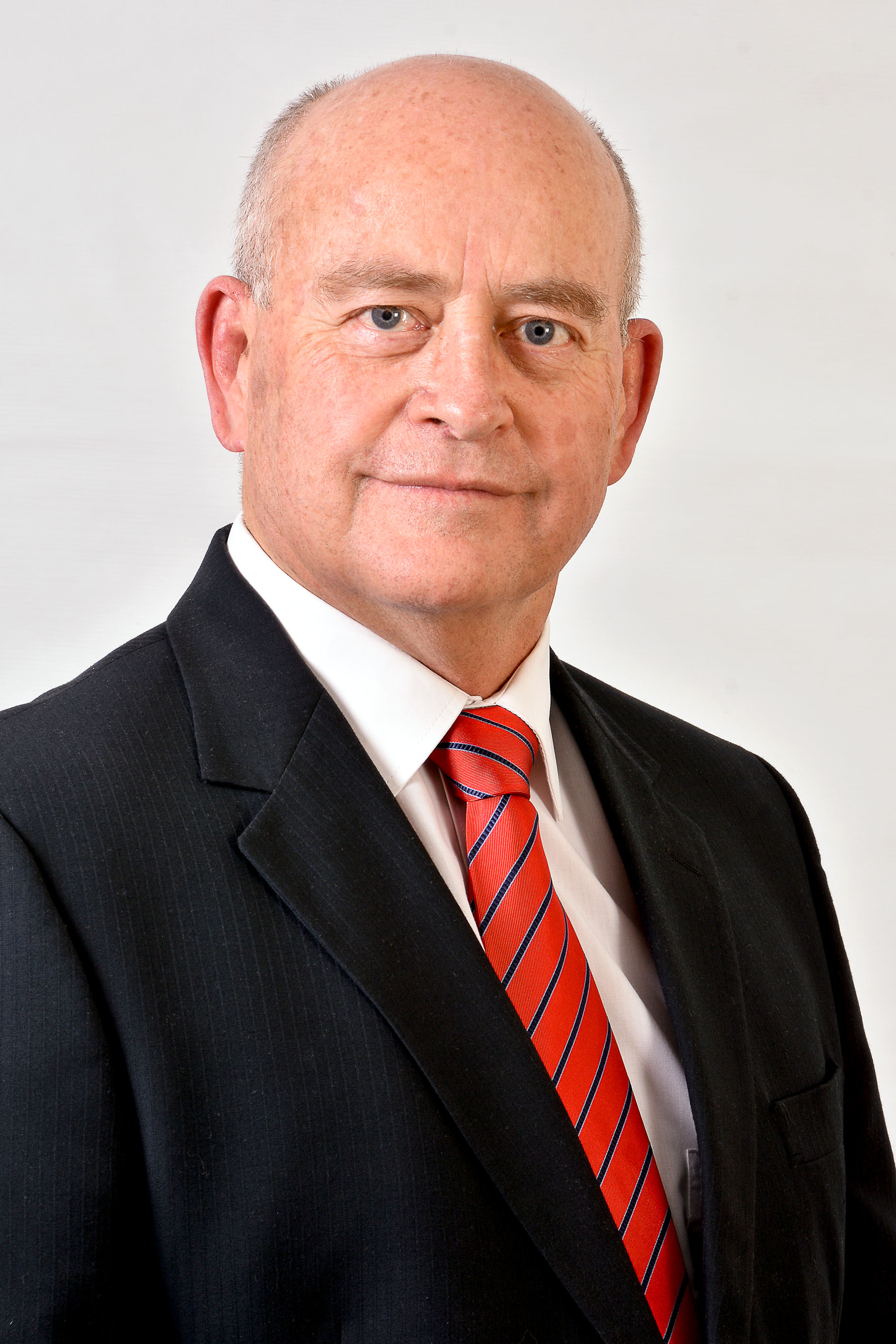
Jurg Prinsloo, nouveau chef du parti en 2019

Bien que n'ayant aucune relation connue avec le Front national français, son nom a été choisi en 2013 en connaissance de cause. L'écrivain et polémiste afrikaner Dan Roodt, l'un des cofondateurs, francophile et francophone, espérait perturber le paysage politique sud-africain comme l'avait fait en son temps le front national français. 
Dirigé par Hannes Engelbrecht, le parti porte le projet de Volkstaat, abandonné par le Front de la liberté, qu'il souhaite établir à partir de Pretoria sur le modèle de Kleinfontein.
En novembre 2019, l'avocat Johannes Stephanus (Jurg) Prinsloo, ancien député conservateur (CP) de Roodepoort (1987-1994) et ancien membre de l'Afrikaner Volksfront, est élu à la tête du parti, succédant à Jan Daniel Lotter.
En janvier 2020, le Front national change de nom pour prendre celui de Parti d'autodétermination afrikaner. 